# Lesteva amica
Lesteva amica (лат.) — вид жуков-стафилинид из подсемейства Omaliinae. Китай (провинция Юньнань). Видовой эпитет происходит от латинского прилагательного amica, — us, — um (дружелюбный, милый). Это намекает на схожую внешнюю и внутреннюю морфологию с родственными видами.

## Описание
Длина взрослых жуков около 4 мм. Основная окраска темно-бурая; ротовой аппарат, антенномеры 1—2 и лапки желто-коричневые (максиллярные щупики и метатарсомеры светлее); антенномеры 3–11 и ноги коричневатые (голени немного темнее). Тело блестящее; передняя часть без микроскульптуры; тергиты брюшка с очень тонкой поперечной микросетчатостью, нечёткой на VII-VIII тергитах брюшка. Опушение на передней части тела жёлтое, умеренно длинное и полустоячее; тергиты брюшка с густым, очень тонким, лежачим опушением. Голова в 1,5 раза шире своей длины, отчётливо выпуклая посередине, слабо и поперечно вдавлена на уровне задней трети глаз, с глубокими, длинными и умеренно широкими впадинами между средней и подглазничной частями; виски вдвое короче продольной длины глаз, постепенно сужаются к шее. Глаза большие и выпуклые. Оцеллии маленькие, расстояние между глазками немного короче расстояния между глазком и задним краем глаза. Пунктировка очень густая, умеренно крупная и глубокая, посередине чуть реже, более густая и грубая в подглазничных частях, с небольшим поперечным непунктированным участком между глазками.

## Систематика
Вид был впервые описан в 2022 году латвийским энтомологом Алексеем Шавриным (Institute of Life Sciences and Technologies, Coleopterological Research Centre, Даугавпилсский университет) по типовым материалам из провинции Юньань (Китай), собранным в 1993 году на высоте 2900—3500 м в горах Yulongshan Mts. По форме и длине тела и пунктировке передней части тела L. amica похож на тёмные экземпляры китайского вида L. dabashanensis Rougemont, 2000, широко распространенного на юго-западе Китая и гималайского L. fluviata Champion, 1920, известного из Северной Индии и Непала. От L. dabashanensis его можно отличить по более узкой форме апикальной части срединной лопасти и более длинным парамерам с иной формой апикальной части (L. dabashanensis иногда с укороченными апикальными краями парамеров), а от L. fluviata — более широкой и короткой вершиной срединной доли (заметно более узкой и выступающей у L. fluviata). От обоих видов его можно отличить по форме апикального края VIII стернита брюшка самца и деталям внутренней морфологии эдеагуса.